# Karmacs
Karmacs est un village et une commune du comitat de Zala en Hongrie.